# Zygolopha orthota
Zygolopha orthota är en fjärilsart som beskrevs av Edward Meyrick 1914. Zygolopha orthota ingår i släktet Zygolopha och familjen praktmalar, Oecophoridae. Inga underarter finns listade i Catalogue of Life.